# Fußball-Club 08 Homburg/Saar
L'Fußball-Club 08 Homburg/Saar e.V. è una società calcistica tedesca di Homburg, città della Saarland. I colori sociali sono il verde e il bianco. Nella stagione 2023-2024 milita nella Regionalliga Sud-Ovest, quarta divisione del campionato tedesco.

## Storia
Il club è stato fondato il 15 giugno 1908, da un gruppo di diciassette persone in un pub locale. Nel 1913, il club venne rinominato FV Homburg, ed incominciò a giocare, sempre in quell'anno, nel campionato locale. Negli anni venti il club ha militato nelle leghe minori.
Dopo la Seconda guerra mondiale le autorità alleate smantellarono tutte le associazioni presenti in Germania, associazioni calcistiche comprese. L'FC Homburg venne ricostituito nel 1947 come Omnisportverein SV Homburg e nel 1949 prese la denominazione attuale. Sempre in quegli anni, la regione della Saar era occupata delle autorità francesi che fecero molti sforzi per far sì che la regione si unisse alla Francia, o che perlomeno si distaccasse dalla Germania.
Questo fatto nello sport è noto poiché la Saar ha partecipato come nazione indipendente alle Olimpiadi del 1952 e alle qualificazioni dei Mondiali di calcio del 1954; è stato creato, seppur breve tempo, un campionato di calcio (la Saarland Ehrenliga), e l'altra squadra di calcio del land di un certo spessore, l'1. FC Saarbrücken, ha militato nella seconda divisione del campionato francese, l'FC Homburg invece ha militato nella Ehrenliga dal 1949 al 1951. Dal 1956 la Federcalcio della Saar, insieme alle squadre del lander, si è aggregata alla DFB.
Tra gli anni cinquanta e sessanta il club ha conquistato un paio di campionati amatoriali e ha militato di nuovo nella seconda divisione. Verso la fine anni settanta la squadra è riuscita a raggiungere in due occasioni i quarti di finale di Coppa di Germania, e all'inizio degli anni ottanta è retrocessa in terza divisione. Il club si riscattò nella seconda metà del decennio.
La squadra risalì infatti in Zweite Bundesliga, e nel 1986 fu promossa in Bundesliga, militò due anni in massima divisione, retrocesse, ritornò per l'ultima volta in Bundesliga (1989-90) e da quel momento in poi per il club cominciò una parabola discendente che lo ha portato a giocare in quinta divisione.
Durante l'ultimo ventennio la società fu coinvolta in alcune disavventure. Nel 1988, la federcalcio tedesca proibì alla squadra di farsi sponsorizzare da una società produttrice di preservativi. Nel 1998 la società fece un'intesa con l'1. FC Saarbrücken che riguardava i prestiti dei giocatori in quanto l'Homburg era gravato da pesanti problemi finanziari. Ma ciò non servì: l'Homburg dichiarò bancarotta e fu relegato in Oberliga.

## Giocatori
Miroslav Klose ha militato nella società calcistica negli anni Duemila.

## Palmarès

### Altri piazzamenti
- 2. Fußball-Bundesliga:

Secondo posto: 1988-1989
Terzo posto: 1975-1976 (girone Sud), 1977-1978 (girone Sud)